# Muzeum kysucké dědiny
Múzeum kysuckej dediny je skanzen nacházející se nedaleko Nové Bystrice, v její části Vychylovka v údolí Chmúra, která je součástí chráněné krajinné oblasti Kysuce.
Skanzen vznikl 11. října 1974, přičemž jeden z hlavních důvodů pro jeho vznik byla výstavba vodní nádrže Nová Bystrica. Jeho prvním úkolem byla záchrana památek lidové architektury z obcí Riečnica a Harvelka, které pro zmíněnou výstavbu zanikly. V expozici se nachází 34 staveb, převážně obytných domů a hospodářských budov, dále krčma z Korně, dva mlýny a zděná kaple ze Zborova nad Bystricou. Součástí skanzenu je i úzkokolejná lesní železnice s úvraťovým systémem. Expozice zachycuje nejen architekturu, ale i kulturu a způsob života v oblasti Kysuc z 19. století a první polovině 20. století.

## Galerie

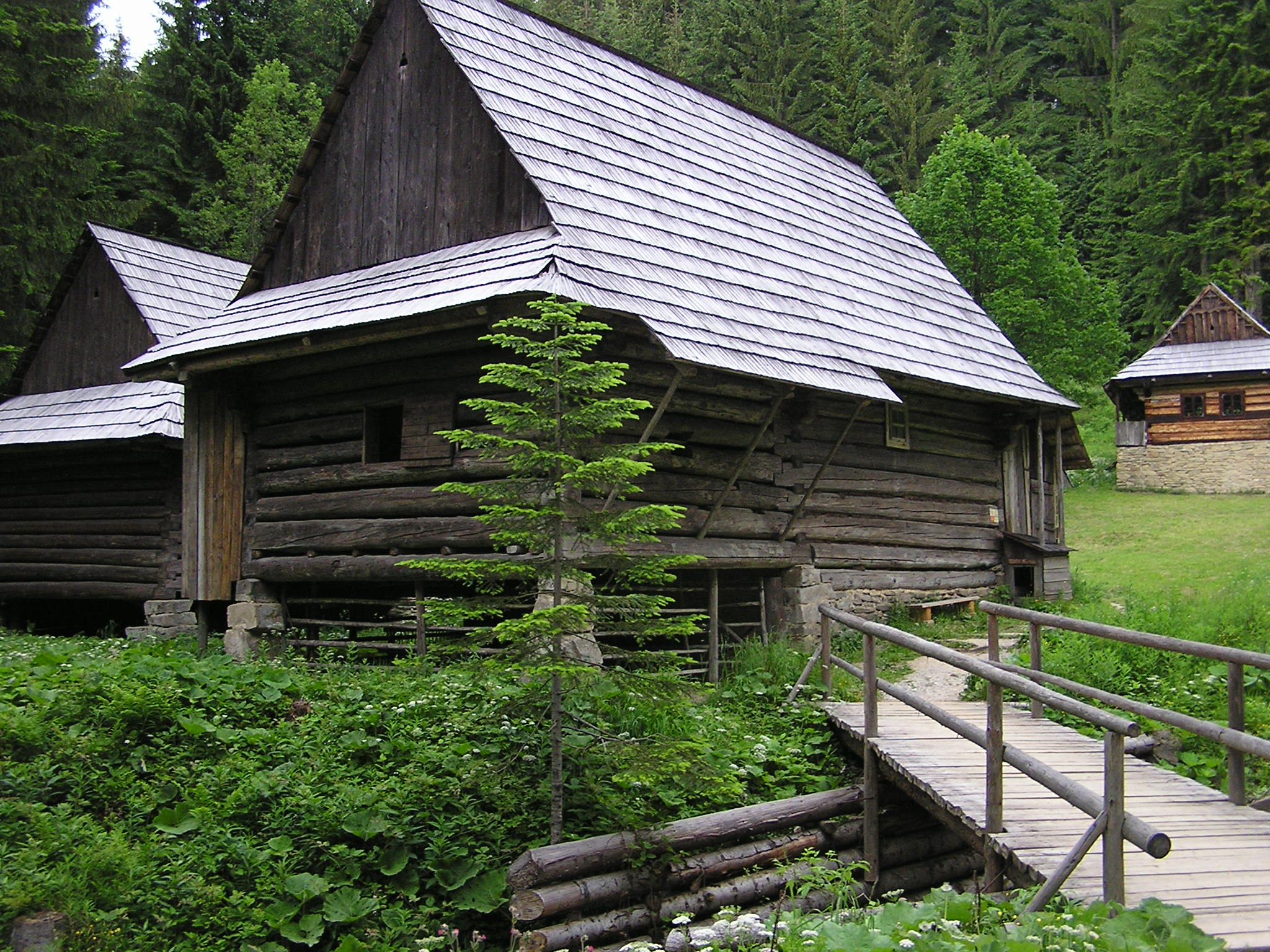
Skanzen
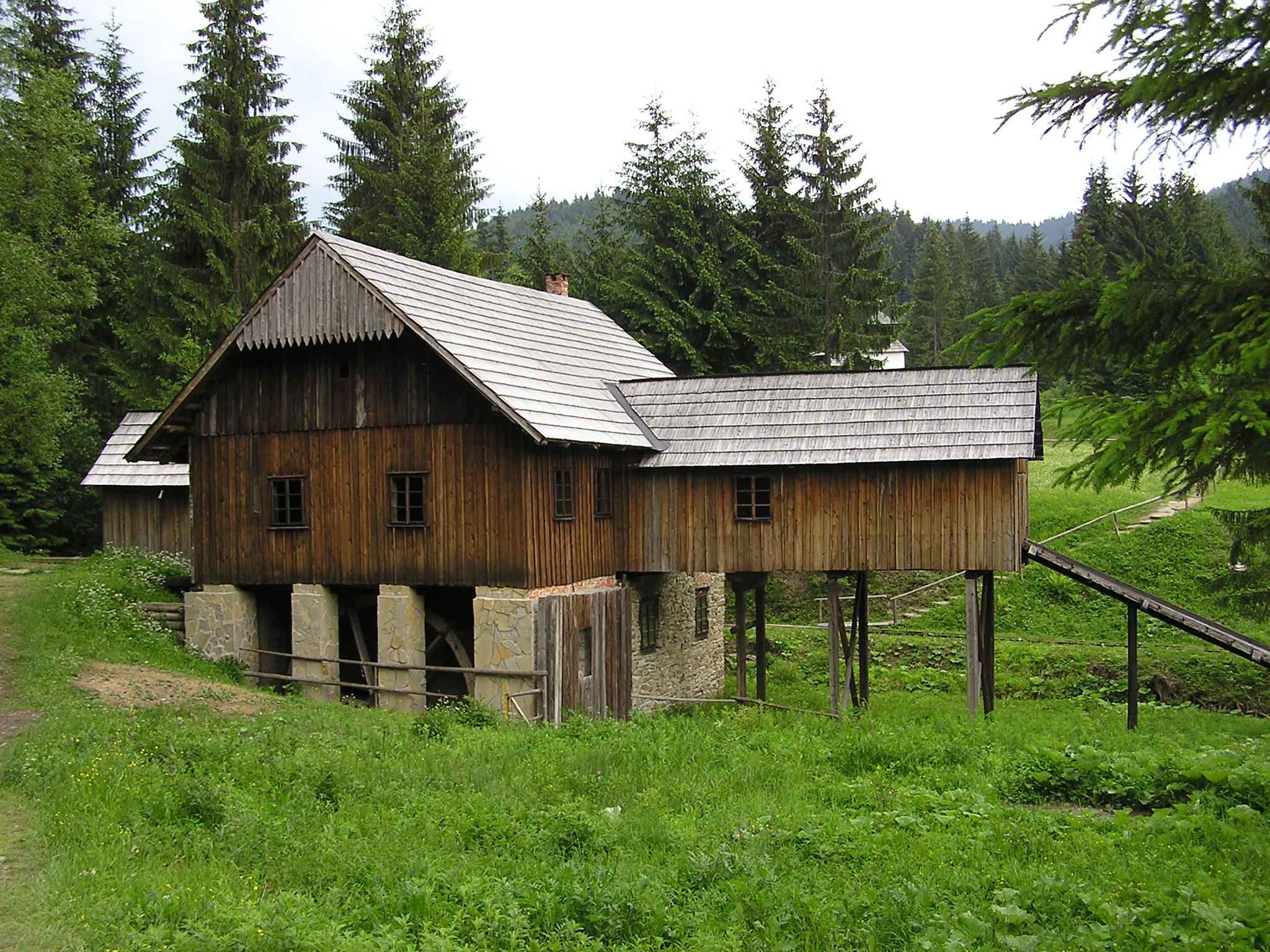
Mlyn z Klubiny
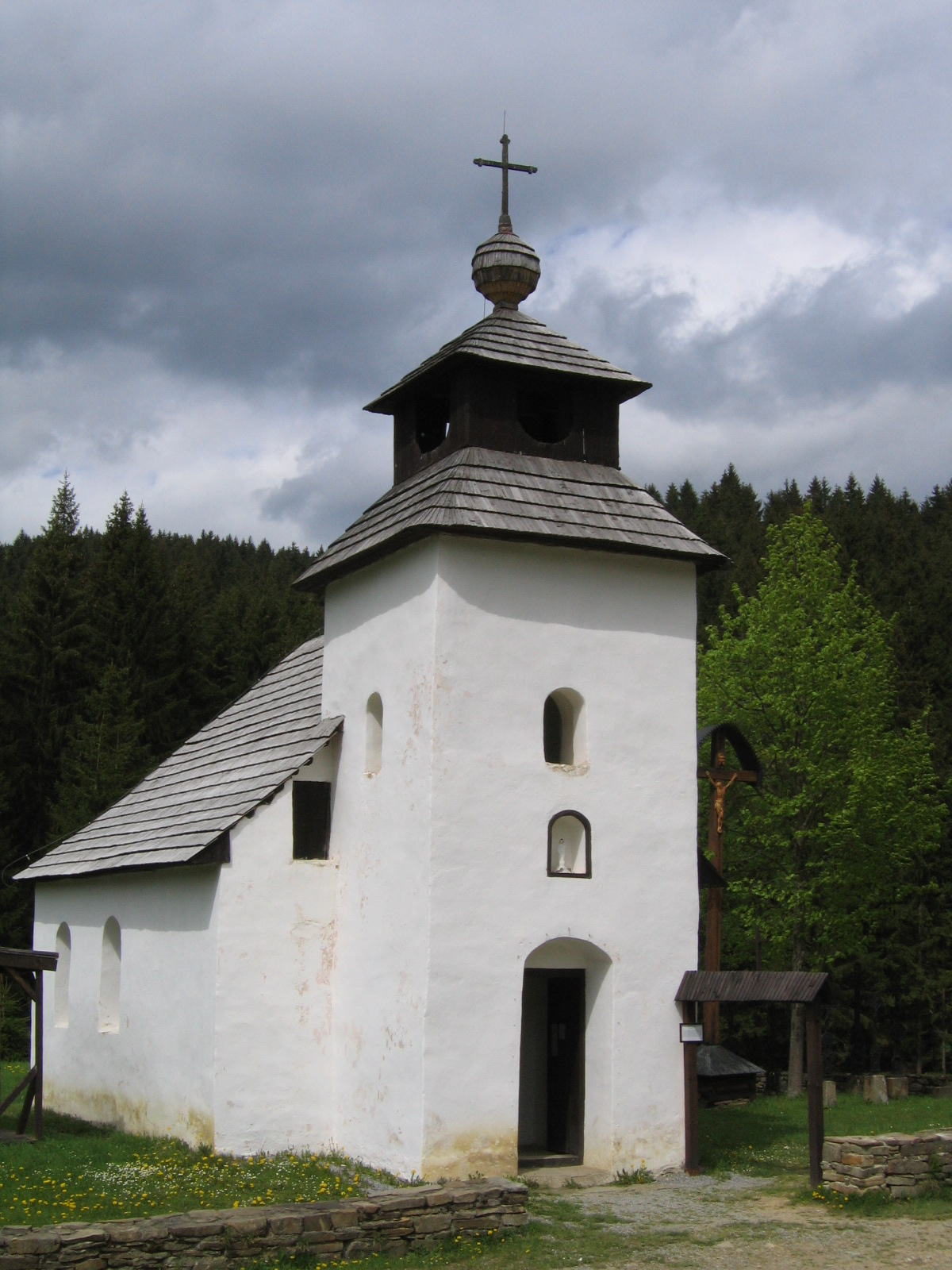
Kaple ze Zborova nad Bystricou